# Дикий, дикий Вест
Дикий, дикий Вест (англ. Wild Wild West) — науково-фантастичний вестерн 1999 року режисера Баррі Зонненфельда . Фільм був натхненний однойменним телесеріалом 1960-х років . У головних ролях знялися Кевін Клайн і Вілл Сміт, останній також записав саундтрек до фільму.

## Синопсис
Два суперагенти 70-х років XIX століття, що володіють технологічними штучками, рятують президента США Гранта від лиходія-винахідника Лавлейса (Брана), який бореться за володіння південними штатами. Розлючений на весь світ, безногий каліка при відсутності дітородного органу оточив себе цілим гаремом красунь, чим, імовірно, постійно підтримував у собі розжарення ненависті.

## У ролях
- Вілл Сміт — капітан армії США Джеймс Вест
- Кевін Клайн — маршал США Артемус Гордон / президент США Улісс Грант
- Кеннет Брана — доктор Арліс Лавлес
- Сальма Гаєк — Ріта Ескобар
- Тед Левайн — генерал «Кривава баня» Макграт[1]
- Майкл Еммет Волш — Коулман
- Фредеріка ван дер Валь — Амазонія
- Мусетта Вандер — Мунітія
- Бай Лін — міс Мей Лі Іст
- Софія Енг — Міс Ліппенрайдер[2]
- Гарсель Бове — Белль